# 놀라
놀라(이탈리아어: Nola)는 이탈리아 남부 캄파니아주 나폴리현에 있는 도시이며 주교관구이다. 비옥하고 잘 경작된 캄파니아 평야 안에 자리잡고 있으며 나폴리 북동쪽에 있다.
처음에는 아우룬키족·오스칸족·에트루리아족·삼니움족 등 고대 이탈리아 민족들의 도시였으며 BC 313년 로마인들에게 넘어가기 전까지 노블라(신도시)라고 알려져 있었다. 기원전 88년 루키우스 코르넬리우스 술라가 일으킨 1차 쿠데타의 시발점이었고 아우구스투스 황제가 AD 14년에 이곳에서 죽었다. 455년에 반달족의 가이세리크 왕에게 약탈당한 뒤 사라센족에게 다시 약탈을 당했고 13세기에 시칠리아의 만프레디 왕 수중에 넘어갔다. 그 뒤, 1528년 나폴리 왕국에 귀속될 때까지 오르시니가(家)가 지배했다. 원형 경기장, 프레스코 벽화가 그려진 대형 공동묘지, 그보다 후세의 것인 바실리카, 4~5세기에 지은 건축물 등이 유적으로 남아 있다. 고딕 양식의 대성당(1395~1402)이 있는 자리는 옛 교회터로 알려져 있는데, 교회는 이 도시의 유지였고 410년에 놀라의 주교로 선출된 성 파울리누스가 놀라 최초의 주교인 성 펠릭스를 기념해 세운 것이라고 한다. 나폴리-아벨리노-포자를 잇는 철도와 연결되는 농업·상업 중심지로 야채·과일·옥수수·대마를 생산한다.